# Elpidio Quirino
Elpidio Quirino (né le 16 novembre 1890 à Vigan aux Philippines et mort le 29 février 1956 à Quezon City), est un homme d'État. Il est le 6e président des Philippines de 1948 à 1953.

## Présidence
Il est élu président à l'issue d'élections truquées en 1948. Celles-ci sont également marquées par de nombreuses violences. Ces procédés ont un effet désastreux pour la crédibilité du régime et justifie, pour le mouvement Hukbalahap, issu de la résistance à l'occupation japonaise et expulsé de force de la vie politique par le régime, le recours à l'insurrection armée afin de parvenir à un changement politique.
Les Philippines connaissent ainsi plusieurs années de guerre civile entre les rebelles Hukbalahap, souvent de sensibilité communiste, et les forces pro-gouvernementales épaulées par les États-Unis qui, bien que responsables de fréquentes exactions sur les populations paysannes, seront finalement victorieuses (les rebelles seront fortement affaiblis à partir de 1955 et complètement défaits au début des années 1960).
Il laisse l'image d'un président dictatorial et corrompu.